# La Benâte
La Benâte ist eine ehemals selbständige Gemeinde mit 357 Einwohnern (Stand 1. Januar 2022) im Arrondissement Saint-Jean-d’Angély, Département Charente-Maritime in Frankreich und gehörte zum Kanton Saint-Jean-d’Angély. Die Einwohner werden Benâtais und Benâtaises genannt.
Der Erlass vom 6. November 2015 legte mit Wirkung zum 1. Januar 2016 die Eingliederung von La Benâte als Commune déléguée zusammen mit der früheren Gemeinde Saint-Denis-du-Pin zur neuen Commune nouvelle Essouvert fest.

## Geographie
La Benâte liegt etwa 48 Kilometer ostsüdöstlich von La Rochelle.

## Bevölkerungsentwicklung
| Jahr                      | 1962 | 1968 | 1975 | 1982 | 1990 | 1999 | 2006 | 2013 | 2020 |
| Einwohner                 | 340  | 316  | 259  | 288  | 354  | 402  | 410  | 411  | 370  |
| Quelle: Cassini und INSEE |      |      |      |      |      |      |      |      |      |

## Sehenswürdigkeiten

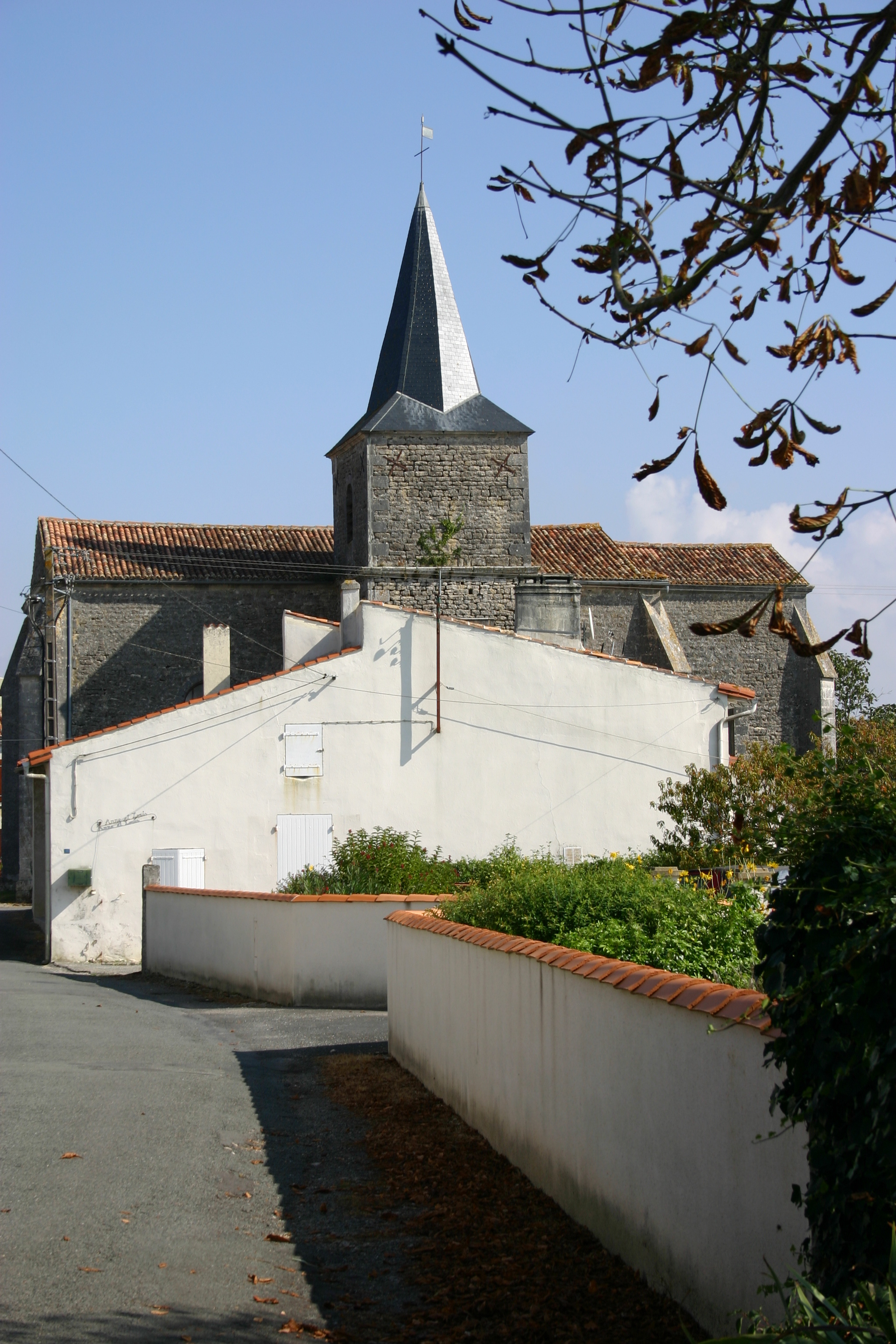
Kirche Saint-Mathurin

- Kirche Saint-Mathurin